# Braunschweig-Hannoversche Hypothekenbank
Die Braunschweig-Hannoversche Hypothekenbank, auch Braune Hanne, Hypothekenbank Braunschweig, Hypothekenbank Hannover oder kurz Bhh genannt, war eine der ältesten Hypothekenbanken in Deutschland und einziges Realkreditinstitut in Braunschweig. Sie ging Ende des 20. Jahrhunderts durch Fusion in der Berlin-Hannoverschen Hypothekenbank AG auf, kurz Berlin Hyp.

## Geschichte

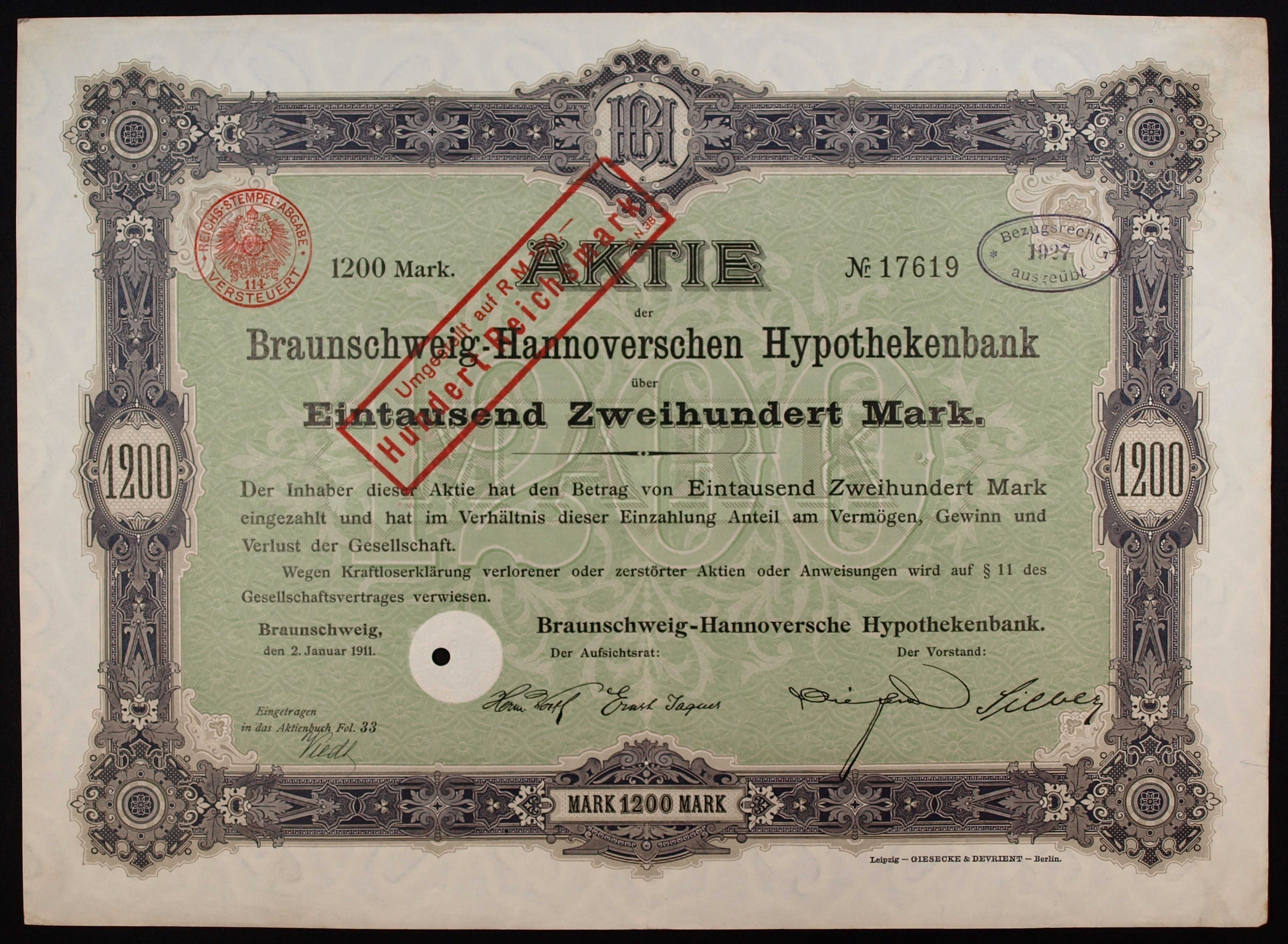
Aktie über 1200 Mark der Braunschweig-Hannoverschen Hypothekenbank vom 2. Januar 1911

Aktie über 1000 RM der Braunschweig-Hannoverschen Hypothekenbank vom Juni 1927

Das Kreditinstitut wurde 1871 in der Rechtsform einer Aktiengesellschaft (AG) mit einem Kapital von 1.800.000 Mark gegründet. Zu den Gründungsmitgliedern zählten Louis Ephraim Meyer und sein Bankhaus Ephraim Meyer & Sohn sowie August Basse, der bis 1908 die Bank auch als einer der Direktoren leitete. Bereits im Folgejahr 1872 wurde der Geschäftsbetrieb in den Städten Braunschweig und Hannover aufgenommen, wobei das Einführungsgeschäft in Hannover ein Darlehen von 1.000.000 Mark an die Stadt darstellte. Im selben Jahr wurde Julius Benfey juristischer Direktor der BHH.

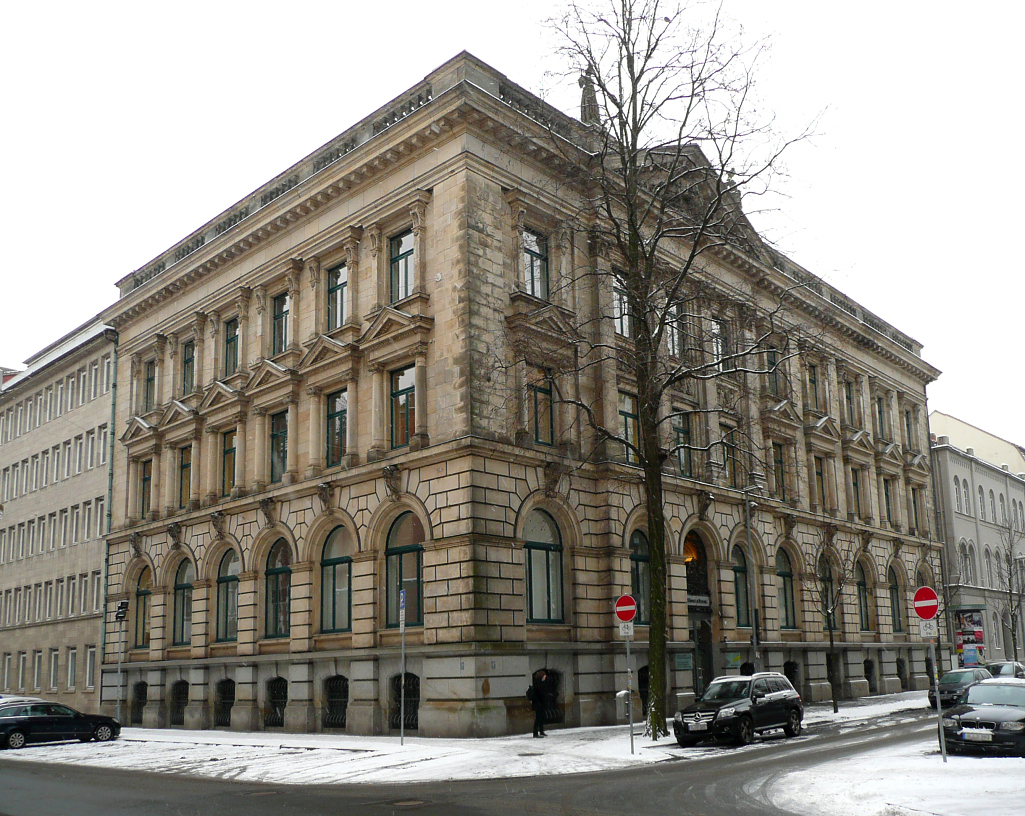
Das Ende des 19. Jahrhunderts errichtete, heute denkmalgeschützte Gebäude der ehemaligen Braunschweig-Hannoverschen Hypothekenbank in der Landschaftstraße 8 in Hannover, mehr als 25 Jahre Wirkungsstätte des Bankdirektors Heinrich Tiefers

Die Geschäftstätigkeit der „Braunen Hanne“ erstreckte sich anfänglich lediglich auf das Herzogtum Braunschweig sowie die Provinz Hannover, wurde aber rasch auf das gesamte Gebiet von Norddeutschland ausgedehnt. Nach der Verlegung des Hauptsitzes nach Hannover wurde 1898 ein repräsentativer Neubau auf dem Eckgrundstück Landschaftstraße / Sophienstraße bezogen. 1890 wurde Bernhard Caspar Mitglied des Aufsichtsrats der Bank, übernahm 1913 den Posten des Aufsichtsratsvorsitzenden. Unterdessen war Heinrich Tiefers 1908 zum Direktor des Bankhauses berufen worden und leitete dieses dann mehr als ein Vierteljahrhundert.
Die gute Entwicklung der Bankgeschäfte zeigte sich insbesondere in einem starken Ansteigen der Ausleihen und den Verkäufen von Pfandbriefen. Insbesondere die Bankenkrisen während der Weimarer Republik, die andere Banken beispielsweise während der Deutschen Hyperinflation oder nach dem Schwarzen Freitag und in der Weltwirtschaftskrise traf, überstand die „Braune Hanne“ gut. 1936 übernahm das Bankhaus die Hannoversche Bodenkreditbank und damit gleichzeitig deren Niederlassung in Berlin. Nach dem Zweiten Weltkrieg trafen sich Mitglieder der hannoverschen Freimaurerlogen, die während der Zeit des Nationalsozialismus verfolgt und teilweise enteignet worden waren, hilfsweise in provisorisch im Gebäude der BHH angemieteten Räumen.
Nach der Währungsreform 1948 in Westdeutschland, die der Bank – wie anderen Banken auch – zunächst schwerste Einbußen durch die „[…] schematische Umstellung der Pfandbriefe und Hypotheken im Verhältnis 10 : 1“ bescherte, wuchs das Geschäftsvolumen der BHH kräftig an, vor allem durch die Hochkonjunktur im Wohnungsbau und die rasch steigende private Nachfrage nach Eigentumswohnungen und insbesondere Immobilien für Kriegsgeschädigte sowie Flüchtlinge und Vertriebene. In den 1950er Jahren erhielt der NS-Kriegsverbrecher Albert Filbert eine Stellung bei der BHH und stieg die Karriereleiter innerhalb der Bank bis zum Manager der Berliner Niederlassung ab dem 1. Januar 1958 hinauf.
Nachdem die Mehrheitsanteile an der BHH von der Braunschweigischen Staatsbank gehalten worden waren, gingen diese 1970 im Zuge der von Alfred Kubel initiierten und von Wilhelm Pleister begleiteten Fusion der Braunschweigischen Staatsbank mit der Hannoverschen Landeskreditanstalt, der Niedersächsischen Wohnungskreditanstalt Stadtschaft und der Niedersächsischen Landesbank Girozentrale zur Nord/LB auf den Rechtsnachfolger über. Anlässlich des 100-jährigen Unternehmensjubiläums gründete die BHH 1971 eine Stiftung mit 500.000 DM für karitative Zwecke. 1995 wurde die Zweigniederlassung in Berlin aufgegeben. Im Folgejahr 1996 fusionierte die Braunschweig-Hannoversche Hypothekenbank mit der Berliner Hypotheken- und Pfandbriefbank zur Berlin-Hannoverschen Hypothekenbank, kurz Berlin Hyp. Im Jahr 2008 hielt die Nord/LB noch gut 9 % Anteile an den Aktien der ehemaligen BHH.